# Луис Мена
Луис Артуро Мена Ирарасабал (на испански: Luis Arturo Mena Irarrázabal), роден на 28 август 1979 г. в Пуенте Алто, е бивш чилийски футболист, защитник. Рекордьор по брой спечелени шампионски титли на Чили – 11.

## Клубна кариера
Рохас прекарва почти цялата си кариера в отбора на Коло Коло, с изключение на един сезон през 2001 г., когато играе под наем в Депортес Пуерто Монт. Капитан на отбора от 2012 г. до отказването си от футбола през 2014 г., а по-късно е почетен капитан. През 2012 г. е избран в идеалния отбор на първенството за годината.

## Национален отбор
Бивш капитан на младежкия отбор до 20 г., Мена изиграва само един приятелски мач за мъжкия национален отбор срещу САЩ на 21 февруари 1999 г.

## Успехи
Коло Коло
- Примера Дивисион:
  - Шампион (11): 1996, 1997 К, 1998, 2002 К, 2006 А, 2006 К, 2007 А, 2007 К, 2008 К, 2009 К, 2013/2014 К
  - Вицешампион (5): 1997 А, 2003 А, 2003 К, 2008 А, 2010
- Копа Чиле:
  - Носител (1): 1996